# 리브니크

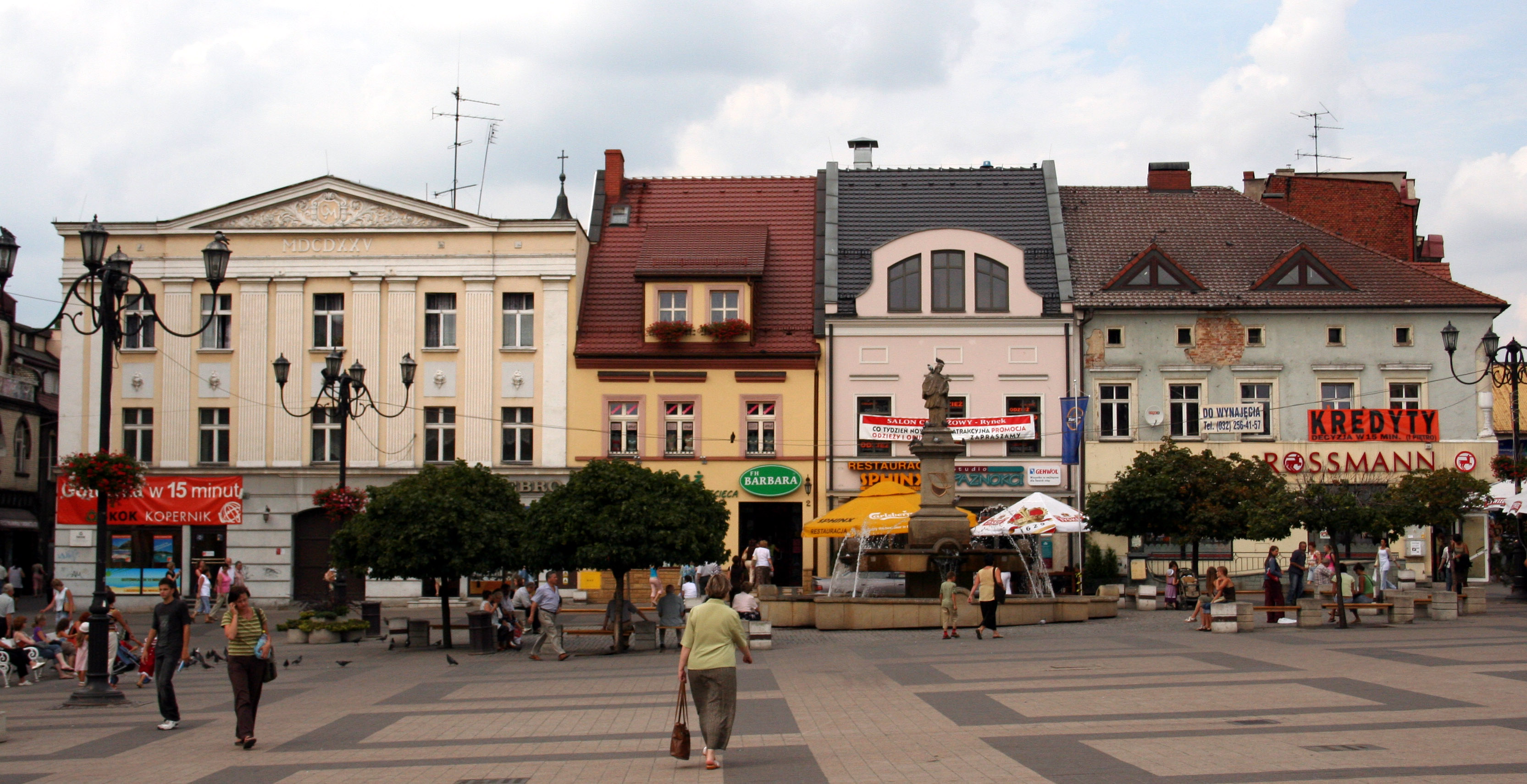
리브니크

리브니크(폴란드어: Rybnik)는 폴란드 남부 실롱스크주에 위치한 도시로, 면적은 148km2, 인구는 141,387명(2009년 기준), 인구 밀도는 960명/km2이다. 체코 국경과 가까우며 바르샤바에서 남쪽으로 290km, 크라쿠프에서 서쪽으로 100km 정도 떨어진 곳에 위치한다.
도시 이름은 폴란드어로 "물고기"를 뜻하는 단어인 "리바"(ryba)에서 유래된 이름이며 고대 폴란드어로 "물고기의 연못"("레브니코(rebniko)"는 현대 롬어로 "물고기의 연못"이라는 뜻)이라는 뜻을 갖고 있다. 중세 시대부터 양식업의 중심지로 여겨졌으며 현재 사용되고 있는 시 문장에도 물고기가 그려져 있다.

시기
시 문장

## 자매 도시
- 프랑스 생발리에 (1961)
- 프랑스 마자메 (1993)
- 독일 도르스텐 (1994)
- 리투아니아 빌뉴스구 (2000)
- 프랑스 리에뱅 (2000)
- 독일 오이라스부르크 (2001)
- 우크라이나 이바노프란키우스크 (2001)
- 영국 뉴튼애비 (2003)
- 그리스 라리사 (2003)
- 체코 카르비나 (2004)
- 우크라이나 바르 (2007)